# رافائل میراندا دا کونسیسائو
رافائل میراندا دا کونسیسائو (به پرتغالی: Rafael Miranda da Conceição) هافبک اهل برزیل است که در شهر بلو هوریزونته و در تاریخ ۱۱ اوت ۱۹۸۴ به دنیا آمده‌است.
رافائل میراندا دا کونسیسائو در تیم‌های فوتبال اتلتیکو مینیرو سابقهٔ حضور دارد.